# Skały leukokratyczne
Skały leukokratyczne – skały magmowe, odznaczające się jasną barwą. 
- Zawierają do ok. 60–65 do 90% minerałów jasnych: głównie kwarc, skalenie, skaleniowce
- Należy do nich duża część skał kwaśnych.
- W skład tej grupy wchodzą skały głębinowe, ich odpowiedniku wylewne i znacznie rzadsze żyłowe.
- Skały tworzą często duże intruzje, tworzą duże masywy, zalicza się tu głównie granitoidy, oraz skały magmowe szczególnie bogate w kwarc, np. kwarcolit.

Skały leukokratyczne są reprezentowane przeważnie przez granit (leukogranit) i skały mu pokrewne z przewagą 
minerałów jasnych, z żyłowych reprezentantem może być aplit i aplogranit, natomiast wylewny odpowiednik granitu → ryolit. 